# Luz (ingeniería)

Luz es equivalente a «distancia en proyección horizontal».

En un arco clásico, la luz es la distancia entre las impostas en su base (n.º 7 en esta representación).

En arquitectura, ingeniería y construcción suele utilizarse la palabra luz para designar la distancia, en proyección horizontal, existente entre los apoyos de una viga o un arco. A veces suele emplearse como sinónimo de "vano". De esta forma se emplea para cuantificar la distancia del vano que hay entre los dos estribos, o apoyos, de un arco. Al ser considerada una distancia, la luz se mide necesariamente en las unidades de longitud correspondiente. El espacio entre los apoyos se suele denominar interluz.   

## Características
En la actualidad designa la extensión entre los apoyos de elementos constructivos análogos sometidos a flexión predominante, en los que tal distancia resulta relevante desde el punto de vista resistente: 
- El momento flector de cargas puntuales es proporcional a la luz.
- El momento flector de cargas distribuidas, como el peso propio, suele ser proporcional al cuadrado de la luz.